# Elassogaster inflexa
Elassogaster inflexa är en tvåvingeart som först beskrevs av Fabricius 1805.  Elassogaster inflexa ingår i släktet Elassogaster och familjen bredmunsflugor. Inga underarter finns listade i Catalogue of Life.